# Tom Bruno (Musiker)
Tom Bruno (* 14. April 1932 in Kanada; † 22. August 2012 in Manhattan, New York City) war ein US-amerikanischer Jazzmusiker (Schlagzeug, Perkussion, Gesang, Flöte).
Tom Bruno, der ab Mitte der 1970er Jahre häufig als Straßenmusiker und in U-Bahn-Stationen (zwischen Sixth und Astor Place) spielte, wirkte von 1976 bei 1998 bei 13 Aufnahmesessions mit. Im Laufe seiner Karriere arbeitete er in der New Yorker Free-Jazz-Szene u. a. mit Cecil Taylor, Ellen Christi (Live at Irving Plaza, Soul Note 1985) und im New York City Artist's Collective. Er war Gründungsmitglied der Formation Test, der auch Daniel Carter, Sabir Mateen und Matt Heyner angehörten. 1981 entstand sein Soloalbum White Boy Blues.

## Diskographische Hinweise
- White Boy Blues (Eremite Records, 1981)
- Tom Bruno & Sabir Mateen – Getting Away With Murder (Eremite Records, 1995)
- Test: Test (AUM Fidelity, 1998)
- Test: Live/Test (Eremite, 1998)